# Mycalesis amoena
Mycalesis amoena är en fjärilsart som beskrevs av Druce 1873. Mycalesis amoena ingår i släktet Mycalesis och familjen praktfjärilar. Inga underarter finns listade i Catalogue of Life.